# Forró drót (televíziós műsor)
A Forró drót egy Anettka által vezetett műsor volt a Budapest TV-n. Minden szombaton 0.15-kor került adásba. Egy élő, beszélgetős műsor volt, amelyet rendszeresen megbüntetett az ORTT a botrányai miatt. Az adásba rendszeresen betelefonáltak szitkozódó, trágárkodó emberek. Anettka a műsor bevételeit jótékony szervezeteknek ajánlotta fel.
A műsor lényege volt, hogy a betelefonálók bármiről beszélgethettek Anettkával. A beszélgetések közt szünetet tartottak, ekkor zene szólt és táncosok léptek színre.

## Botrányok
A televíziótársaságot sokszor megbüntette az ORTT, mert a szitkozódó vagy a telefonba beleszellentő betelefonálókra néha ugyancsak káromkodással reagált a műsorvezető és kollégái. Az első adásokban rendszeresen dohányoztak, és szeszesitalt fogyasztottak a műsor munkatársai. 2002 márciusában az egyik adásban, amikor az egyik néző beleszellentett a telefonkagylóba, Anettka kiment a stúdióból egy kis időre. Az ez idő alatt betelefonálóra egy rejtélyes személy – állítólag a műsorvezetőnő élettársa – szitkozódva reagált. Emiatt ezt a részt az ORTT megbüntette.
2002 nyarán az egyik adás vendége Csala Zsuzsa színművésznő volt, aki takarítónőnek öltözve jelent meg, meglehetősen részegen.
Az ORTT által megvizsgált adások időpontjai:
- 2002. március 9.
- 2002. július 27.
- 2002. augusztus 3.[6]